# 빌리 화이틀로
빌리 화이틀로(Billie Whitelaw, CBE, 1932년 6월 6일 ~ 2014년 12월 21일)는 잉글랜드의 배우이다.

## 서훈
- 1991년 대영 제국 훈장 3등급(CBE)[1]